# Staffelbach
Staffelbach (toponimo tedesco) è un comune svizzero di 1 242 abitanti del Canton Argovia, nel distretto di Zofingen.

## Storia
Nel 1901 ha inglobato il comune soppresso di Wittwil.

## Società

### Evoluzione demografica
L'evoluzione demografica è riportata nella seguente tabella (dal 1950 con Wittwil):
Abitanti censiti

## Amministrazione
Ogni famiglia originaria del luogo fa parte del cosiddetto comune patriziale e ha la responsabilità della manutenzione di ogni bene ricadente all'interno dei confini del comune.